# Christian Duda

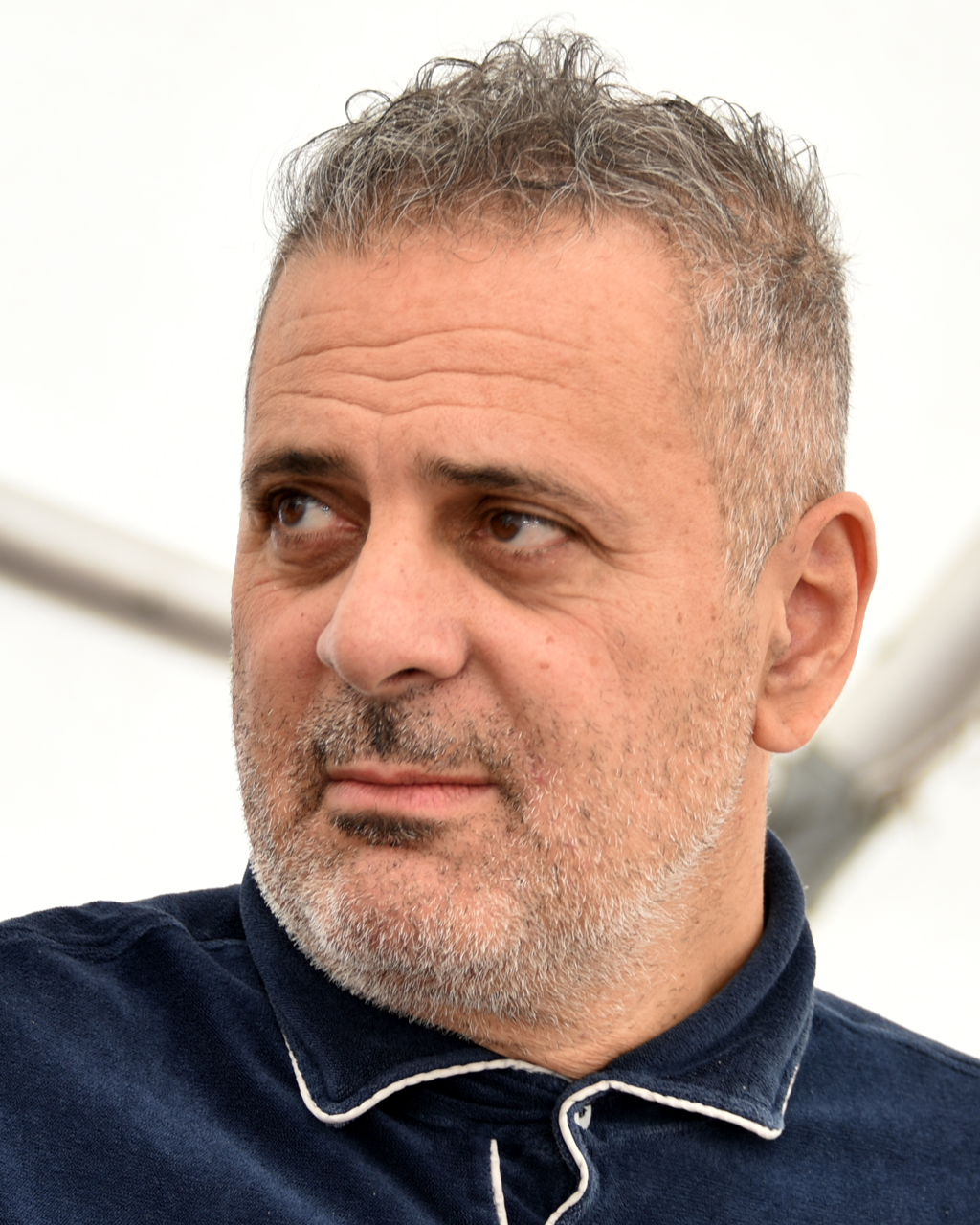
Christian Duda (2019)

Christian Duda, eigentlich Christian Ahmed Gad Elkarim (* 1962 in Graz als Ahmet Ibrahim el Said Gad Elkarim), ist ein in Österreich geborener deutscher Kinder- und Jugendbuchautor und Regisseur.

## Leben
Christian Duda wurde 1962 in Graz geboren und wuchs in der Steiermark auf. Er studierte Philosophie, Literaturwissenschaft und Kunstgeschichte in Stuttgart. Seit den 1980er-Jahren war Duda (als Christian Ahmet Gad Elkarim) als Regieassistent und Regisseur an Theatern in Stuttgart, München, Berlin, Nürnberg u. a. tätig.
Er lebt in Berlin.

## Werke
- Schnipselgestrüpp : eine Geschichte. Mit Ill. von Julia Friese. Zürich: Bajazzo-Verlag, 2010, ISBN 978-3-905871-16-6. Neuauflage: Weinheim: Beltz & Gelberg, 2013. ISBN 978-3-407-79538-0.
- Alle seine Entlein : eine Geschichte. Mit Ill. von Julia Friese. Zürich: Bajazzo-Verlag, 2010, ISBN 978-3-907588-85-7. Neuauflage: Weinheim: Beltz & Gelberg, 2013, ISBN 978-3-407-79537-3.
- Schwein sein : eine Farce vom Schwein. Mit Ill. von Julia Friese. Weinheim: Beltz & Gelberg, 2014. ISBN 978-3-407-79567-0.
- Elke : ein schmales Buch über die Wirkung von Kuchen. Mit Ill. von Julia Friese. Weinheim: Beltz & Gelberg, 2015. ISBN 978-3-407-82082-2.
- Bonbon. Ill. von Julia Friese. Weinheim: Beltz & Gelberg, 2016. ISBN 978-3-407-82113-3.
- Gar nichts von allem. Ill. von Julia Friese. Weinheim: Beltz & Gelberg, 2017. ISBN 978-3-407-82213-0.
- Milchgesicht. Roman. Weinheim: Beltz & Gelberg 2020. ISBN 978-3-407-75543-8.[1]
- Eins über mir. Ein Familienbuch in 26 Kapiteln. Mit Ill. von Sylvain Mérot. Weinheim: Beltz & Gelberg 2021. ISBN 978-3-407-75597-1.[2]
- Baumschläfer. Roman. Weinheim: Beltz & Gelberg, 2022. ISBN 978-3-407-75685-5. [›Buch des Monats‹ der Deutschen Akademie für Kinder- und Jugendliteratur, November 2022[3]]

Die Bücher von Christian Duda reflektieren häufig Themen des Alleinseins, der Fremdheit und Ausgegrenztheit in der Gesellschaft und ungewöhnlicher Freundschaften: „Die meist kindliche Perspektive ermöglicht es, umstrittene Themen wie Alkoholismus, Analphabetismus, Armut oder Adipositas zwar widerzuspiegeln, diese aber ohne Wertung stehen zu lassen.“
Außerdem schrieb er eine Reihe von Drehbüchern und Theaterstücken.

## Auszeichnungen
Für Elke:
- Die besten 7 Bücher für junge Leser (Deutschlandfunk), September 2015
- Die Kröte des Monats der STUBE Österreich, September 2015

Für Gar nichts von allem:
- Die besten 7 Bücher für junge Leser (Deutschlandfunk), Mai 2017
- Lektorix des Monats (Die Furche), August 2017
- Auf der Longlist „Die schönsten deutschen Bücher 2017“ der Stiftung Buchkunst
- Empfehlungsliste „White Ravens 2017“ der Internationalen Jugendbibliothek München in Blutenburg

Für Bonbon:
- „White Raven“ der Internationalen Jugendbibliothek München, 2016
- Die besten 7 Bücher für junge Leser (Deutschlandfunk), Mai 2016
- Shortlist „Die schönsten deutschen Bücher 2016“ der Stiftung Buchkunst[6]